# Xã Millcreek, Quận Erie, Pennsylvania
Xã Millcreek (tiếng Anh: Millcreek Township) là một xã thuộc quận Erie, tiểu bang Pennsylvania, Hoa Kỳ. Năm 2010, dân số của xã này là 53.515 người.